# Sordolimpiadas
Las sordolimpiadas son un evento deportivo que se realiza cada cuatro años. Se han convertido en un movimiento mundial y son el evento deportivo de más larga duración excluyendo los propios Juegos Olímpicos.

## Historia
Fueron creadas en 1924 en París, Francia. Fue el primer evento deportivo internacional de la historia para los atletas con discapacidad. Actualmente son 109 los países que participan.
Los deportes en los que se participan son: atletismo (pista y campo), bádminton, bolos, ciclismo de ruta, judo, karate, orientación, disparo, nado, tenis de mesa (ping-pong), taekwondo, tenis, lucha libre, lucha grecorromana y deportes de equipo, como baloncesto, voleibol de playa, fútbol playa, fútbol, balonmano, voleibol y waterpolo. Las disciplinas de invierno son en deportes individuales: esquí alpino, esquí de fondo, snowboarding y los deportes de equipo: curling y hockey sobre hielo.
En las Sordolimpiadas todos los avisos son visuales, es un destello el que indica a los corredores que la carrera ha comenzado, y los árbitros ondean banderas en vez de tocar el silbato. Los audífonos, implantes cocleares, y similares, no se les permite ser utilizados en la competencia, para colocar todos los atletas en el mismo nivel.
El evento se celebra cada cuatro años, se dividen en dos instancias Sordolimpiadas de verano y Sordolimpiadas de invierno. 
Las sordolipiadas de invierno surgieron en 1946. No hubo juegos desde 1940 a 1948 debido a Segunda Guerra Mundial, ni juegos Sordolimpiadas de invierno en 2011.
La sede de los juegos 2017 es Samsun, Turquía. Su actual director es Valery Nikititch Rukhledev, quien también fuera atleta de las Sordolimpiadas y ganador de varias medallas.

## Sordolimpiadas
| Año                                                               | N.º   | Ciudad               | País                               |
| ----------------------------------------------------------------- | ----- | -------------------- | ---------------------------------- |
| 1924                                                              | I     | París                | Francia                            |
| 1928                                                              | II    | Ámsterdam            | Países Bajos                       |
| 1931                                                              | III   | Nuremberg            | Alemania                           |
| 1935                                                              | IV    | Londres              | Reino Unido                        |
| 1939                                                              | V     | Estocolmo            | Suecia                             |
| No hubo juegos desde 1940 al 1948 debido a Segunda Guerra Mundial |       |                      |                                    |
| 1949                                                              | VI    | Copenhague           | Dinamarca                          |
| 1953                                                              | VII   | Bruselas             | Bélgica                            |
| 1957                                                              | VIII  | Milán                | Italia                             |
| 1961                                                              | IX    | Helsinki             | Finlandia                          |
| 1965                                                              | X     | Ciudad de Washington | Estados Unidos                     |
| 1969                                                              | XI    | Belgrado             | Yugoslavia                         |
| 1973                                                              | XII   | Malmö                | Suecia                             |
| 1977                                                              | XIII  | Bucarest             | Rumania                            |
| 1981                                                              | XIV   | Colonia              | Alemania Occidental                |
| 1985                                                              | XV    | Los Ángeles          | Estados Unidos                     |
| 1989                                                              | XVI   | Christchurch         | Nueva Zelanda                      |
| 1993                                                              | XVII  | Sofía                | Bulgaria                           |
| 1997                                                              | XVIII | Copenhague           | Dinamarca                          |
| 2001                                                              | XIX   | Roma                 | Italia                             |
| 2005                                                              | XX    | Melbourne            | Australia                          |
| 2009                                                              | XXI   | Taipéi               | China Taipéi ( República de China) |
| 2013                                                              | XXII  | Sofía                | Bulgaria                           |
| 2017                                                              | XXIII | Samsun               | Turquía                            |
| 2021                                                              | XXIV  | Caxias do Sul        | Brasil                             |

| Año  | N.º   | Ciudad                   | País                |
| ---- | ----- | ------------------------ | ------------------- |
| 1949 | I     | Seefeld in Tirol         | Austria             |
| 1953 | II    | Oslo                     | Noruega             |
| 1955 | III   | Oberammergau             | Alemania Occidental |
| 1959 | IV    | Montana-Vermala          | Suiza               |
| 1963 | V     | Åre                      | Suecia              |
| 1967 | VI    | Berchtesgaden            | Alemania Occidental |
| 1971 | VII   | Adelboden                | Suiza               |
| 1975 | VIII  | Lake Placid              | Estados Unidos      |
| 1979 | IX    | Méribel                  | Francia             |
| 1983 | X     | Madonna di Campiglio     | Italia              |
| 1987 | XI    | Oslo                     | Noruega             |
| 1991 | XII   | Banff                    | Canadá              |
| 1995 | XIII  | Ylläs                    | Finlandia           |
| 1999 | XIV   | Davos                    | Suiza               |
| 2003 | XV    | Sundsvall                | Suecia              |
| 2007 | XVI   | Salt Lake City           | Estados Unidos      |
| 2011 | XVII  | Vysoké Tatry (cancelada) | Eslovaquia          |
| 2015 | XVIII | Janty-Mansisk            | Rusia               |
| 2019 | Turín | Italia                   |                     |